# Hypogée
Ne pas confondre avec hypogée, adjectif féminin

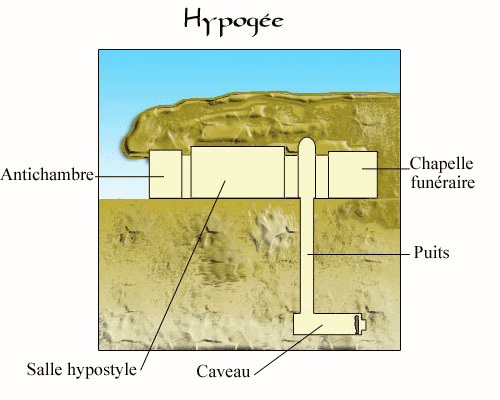
Hypogée du type de ceux retrouvés en Égypte.

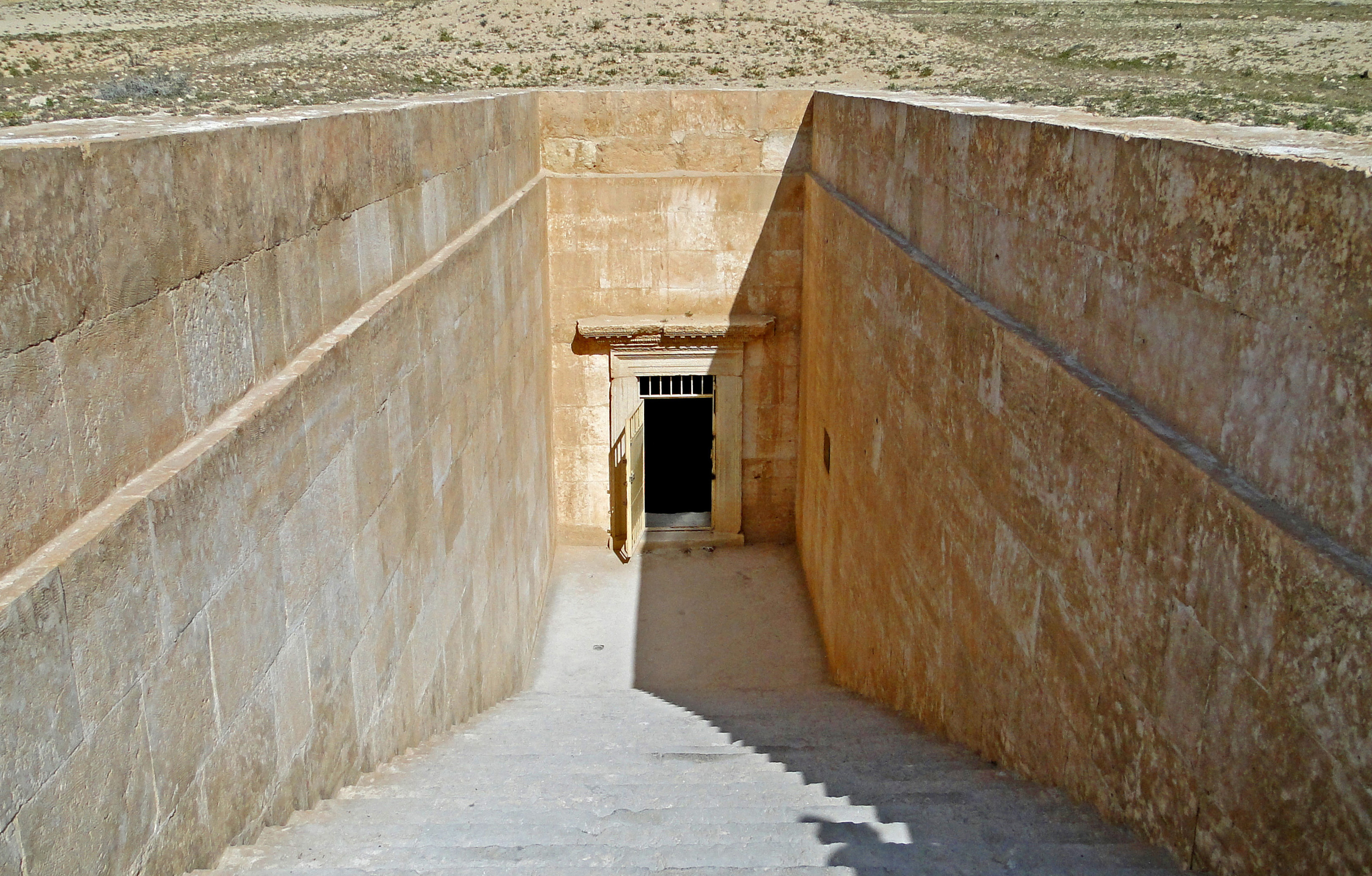
Entrée de l'hypogée des Trois-Frères à Palmyre en Syrie.

En archéologie, un hypogée (du grec hupo, « sous », et gê, « terre ») est une construction creusée dans le sol (sous-sol, flanc de colline) contenant le plus souvent une ou des tombes.
En égyptologie, cette tombe est plus précisément souterraine (comme dans la vallée des Rois), par opposition aux tombes aériennes comme les mastabas.
Lors de la période gréco-romaine, sur la côte syrienne, les traditions funéraires restent hellénistiques. Ainsi on y retrouve notamment des hypogées cruciformes, à côté d'autres types de sépulture : inhumation en pleine terre, sarcophage…

## Exemples d'hypogées

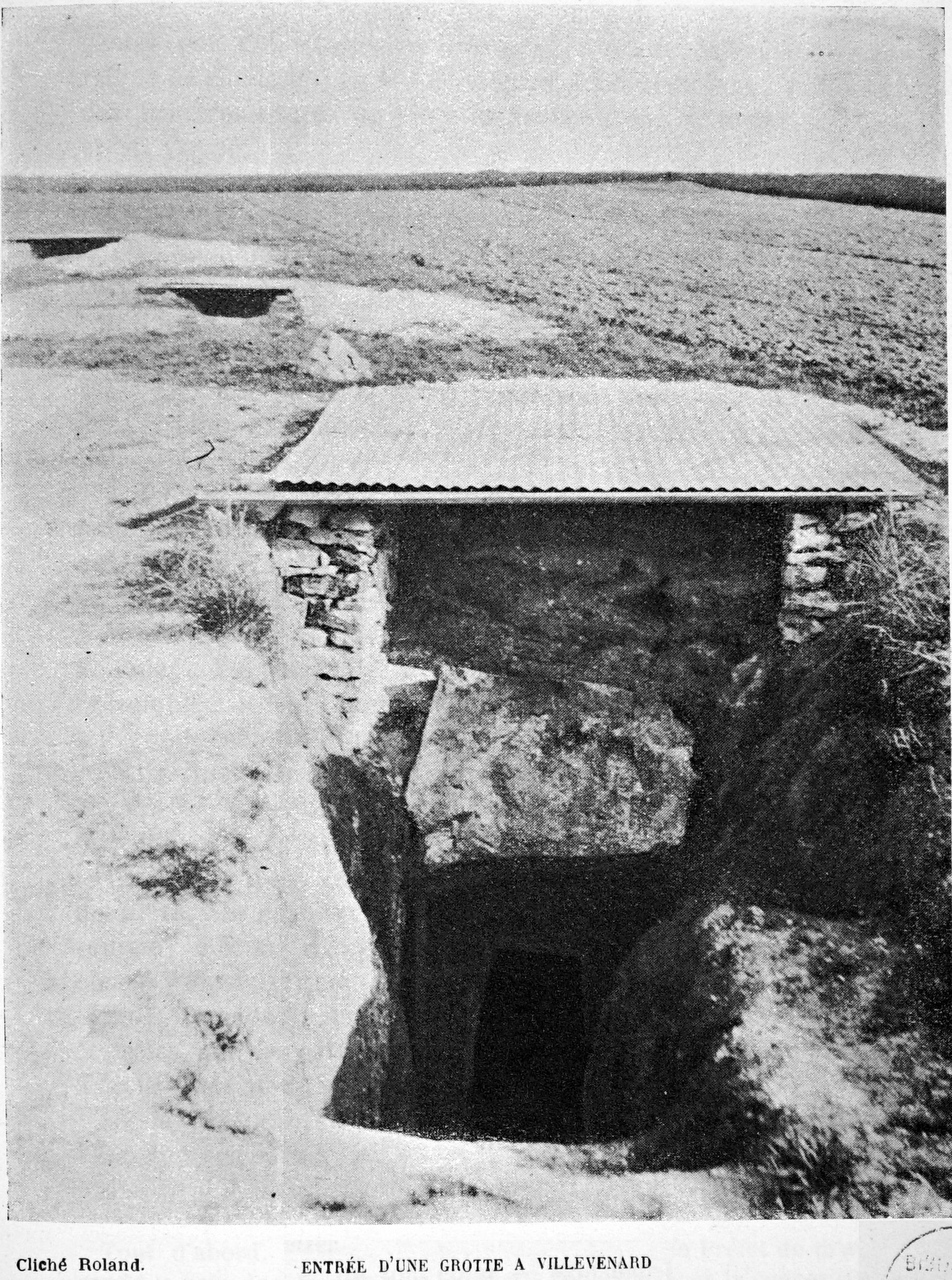
Entrée de trois hypogées à Villevenard, dans la Marne.

L'hypogée des Dunes (de dun,  « lieu élevé » en gaulois), à Poitiers, est en fait un cimetière mérovingien, datant du VIIe siècle, ayant servi alors de sépulture à l'abbé Mellebaude, et mis au jour par le père Camille de La Croix à la fin du XIXe siècle.
Les nombreuses tombes étrusques du site de la nécropole de Monterozzi dans le 
Latium, toutes fouillées, enfouies sous des tumuli, sont des hypogées.
On connaît près de 3 500 hypogées en Sardaigne, mais aussi à Malte où l'hypogée de Ħal Saflieni constitue le complexe funéraire de ce type le plus spectaculaire. Il est situé à Paola sur l'île de Malte.
Il existe aussi des hypogées en France, notamment dans la Marne, mais aussi dans l'Oise et dans le sud-est de la France. La plus forte concentration se situe dans le département de la Marne et notamment dans la région des marais de Saint-Gond, où on connaît près de 170 hypogées creusés dans la craie. Ces sépultures collectives datent du Néolithique récent (3500-3000 av. J.-C.).

## Types de sépultures
Un tumulus (tertre artificiel constitué de terre et de pierres) peut recouvrir une ou plusieurs tombes, qui peuvent alors être de dimensions et de types très variables : ciste, dolmen, ou hypogée, notamment. 